# Ivo Pauwels (écrivain)
Ivo Pauwels (1950) est un écrivain belge d'expression néerlandaise.

## Biographie
Après avoir enseigné pendant vingt ans, Ivo Pauwels s’est mis à écrire des reportages et des colonnes de jardinage dans divers journaux et magazines. Depuis 1995 il est en outre l'auteur de quelque soixante livres sur le jardinage, les antiquités, les quilts, les plantes, les herbes aromatiques, les couleurs, le compostage, le diabète sucré (affection dont il est atteint), le barbecue en sécurité, les bâtiments annexes en bois, les serres et les couches, ainsi que des biographies d’artistes et d’architectes. Il a en outre assuré la photographie de plusieurs de ces livres et de divers ouvrages d’autres auteurs. Plusieurs de ses livres ont été traduits en anglais, en français, en allemand, en japonais et en afrikaans. Il a par ailleurs participé aussi à quelques florilèges poétiques et érotiques.
Ivo Pauwels a été pendant quinze ans rédacteur en chef des magazines Bloemen & Planten et De Tuinen van Eden/Les Jardins d’Eden, et pendant une dizaine d’années de l’émission Groene Vingers sur VTM, dans laquelle il a en outre figuré en tant qu’expert. Son jardin à Zoersel est ouvert au public aux mois de mai et de juin.
Ivo Pauwels est le jardinier de la radio flamande Radio 2. Il y participe à des émissions dans lesquelles il répond en direct aux questions des auditeurs. Il a par ailleurs donné de nombreuses conférences, en particulier sur les roses, dans divers pays d'Europe, en Thaïlande, en Indonésie et en Nouvelle-Zélande. Il trouve son inspiration au cours de ses nombreux voyages et expéditions botaniques. 
En 2006, il a reçu à Osaka le World Federation of Rose Societies Literary Award pour son ouvrage Louis Lens - L’élégance et la Rose et la même année le Beervelde Award pour la photographie du livre Rozenraad.

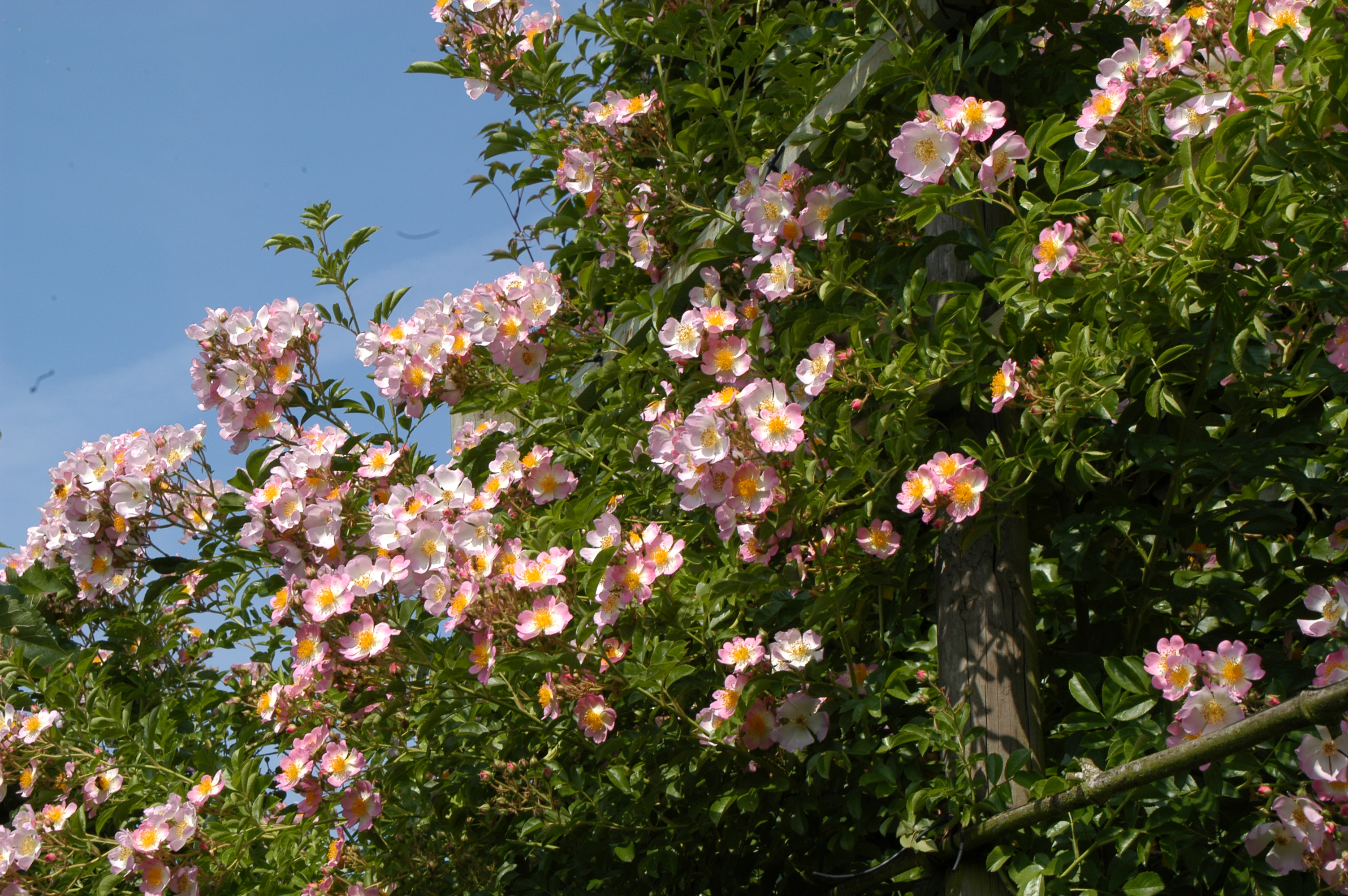
Rosa 'Ella Elisabeth' - une rose née dans le jardin d'Ivo Pauwels
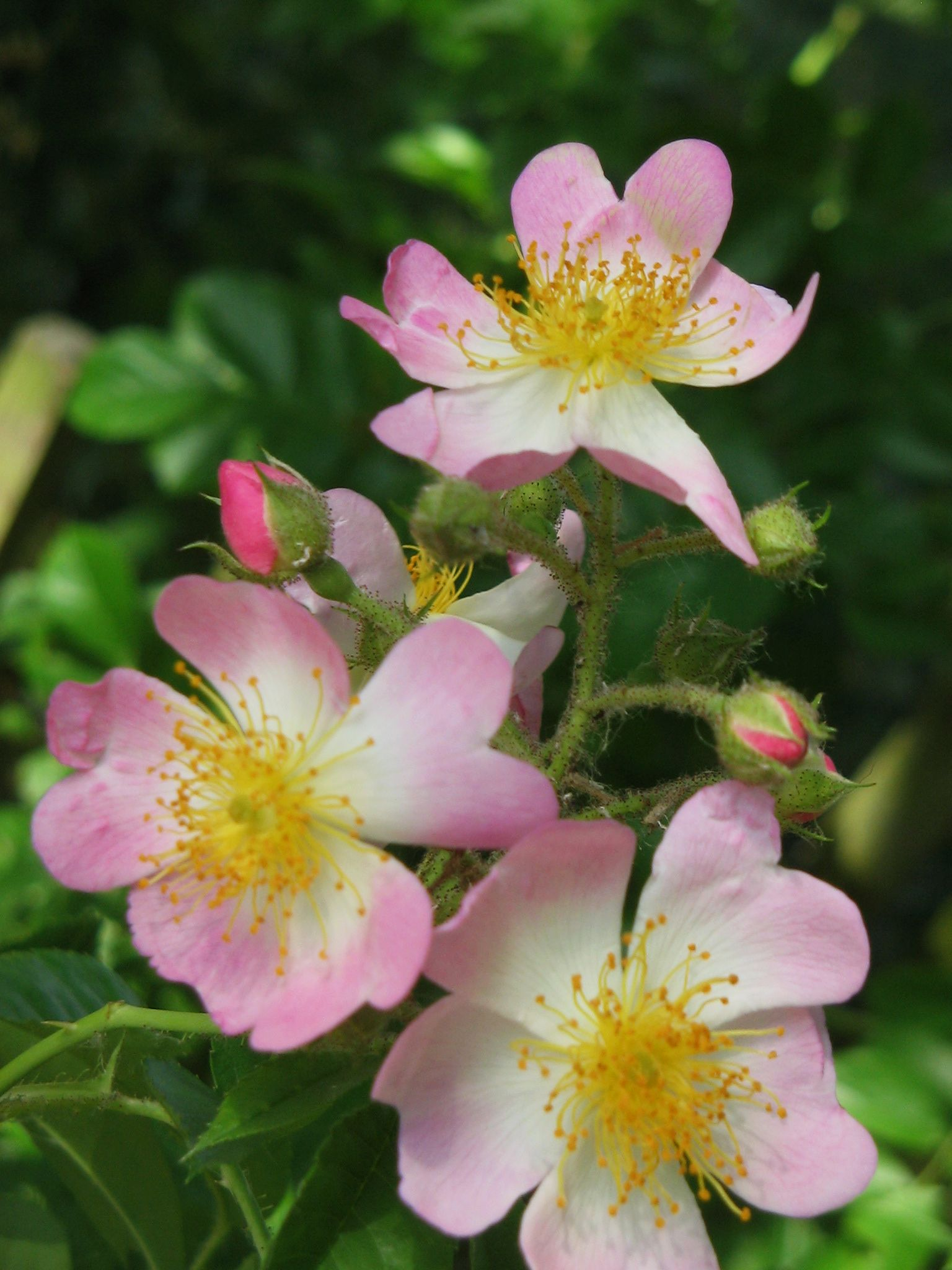
Rosa 'Ella Elisabeth' (Détail)
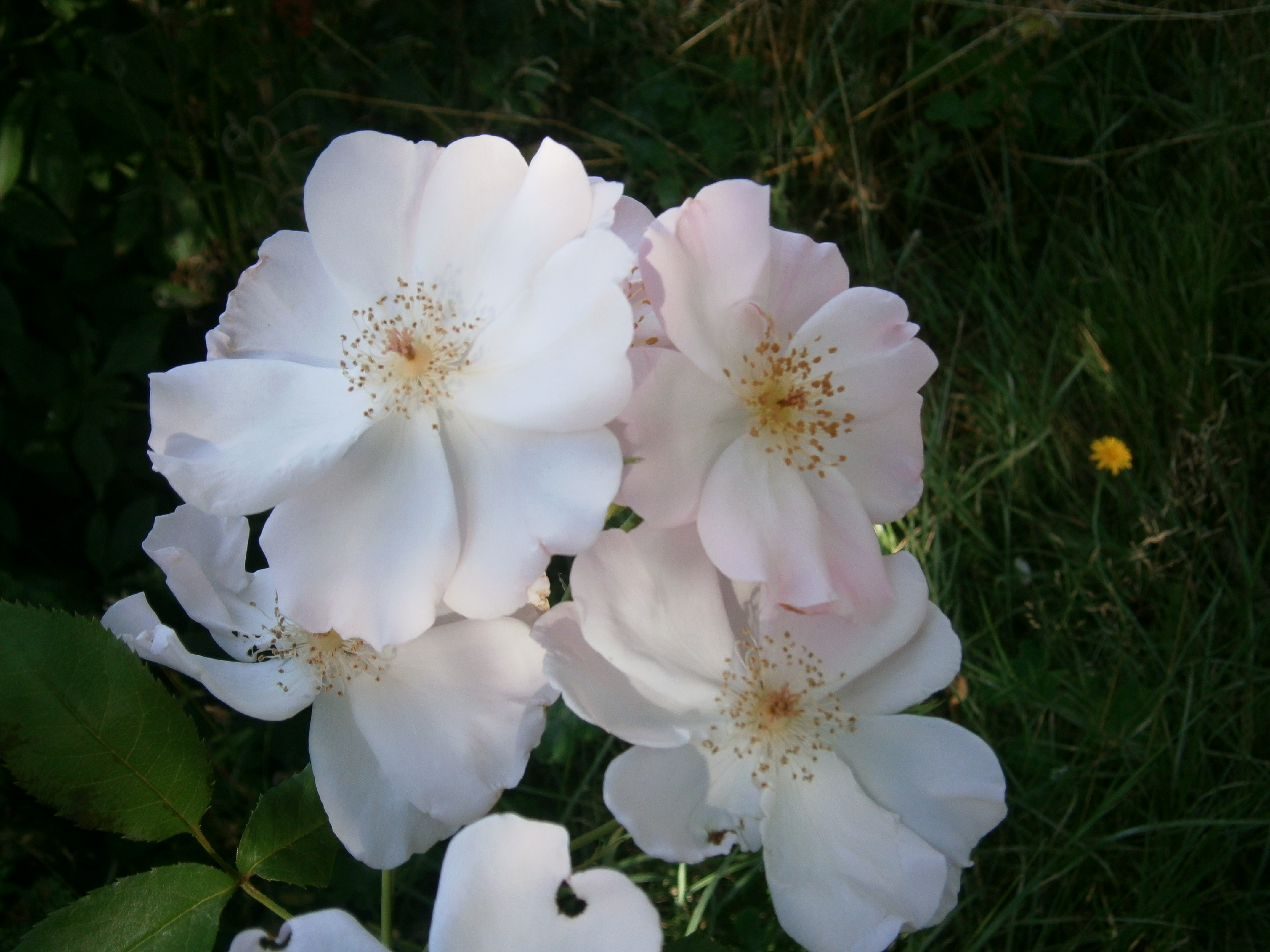
Rosa 'Lieve Louise' Une rose de Louis Lens nommée d'après l'épouse d'Ivo
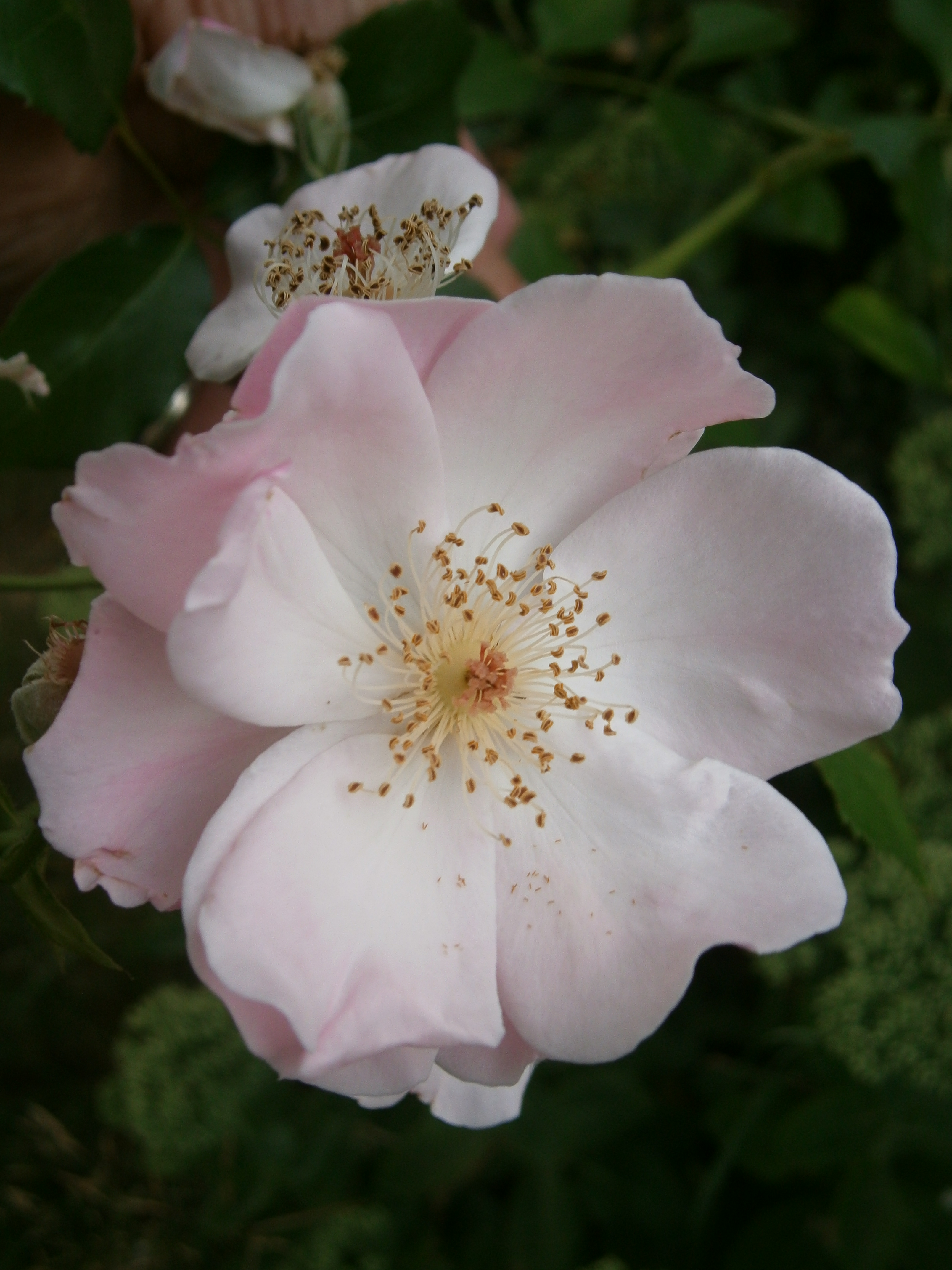
Rosa 'Lieve Louise' (Gros plan)
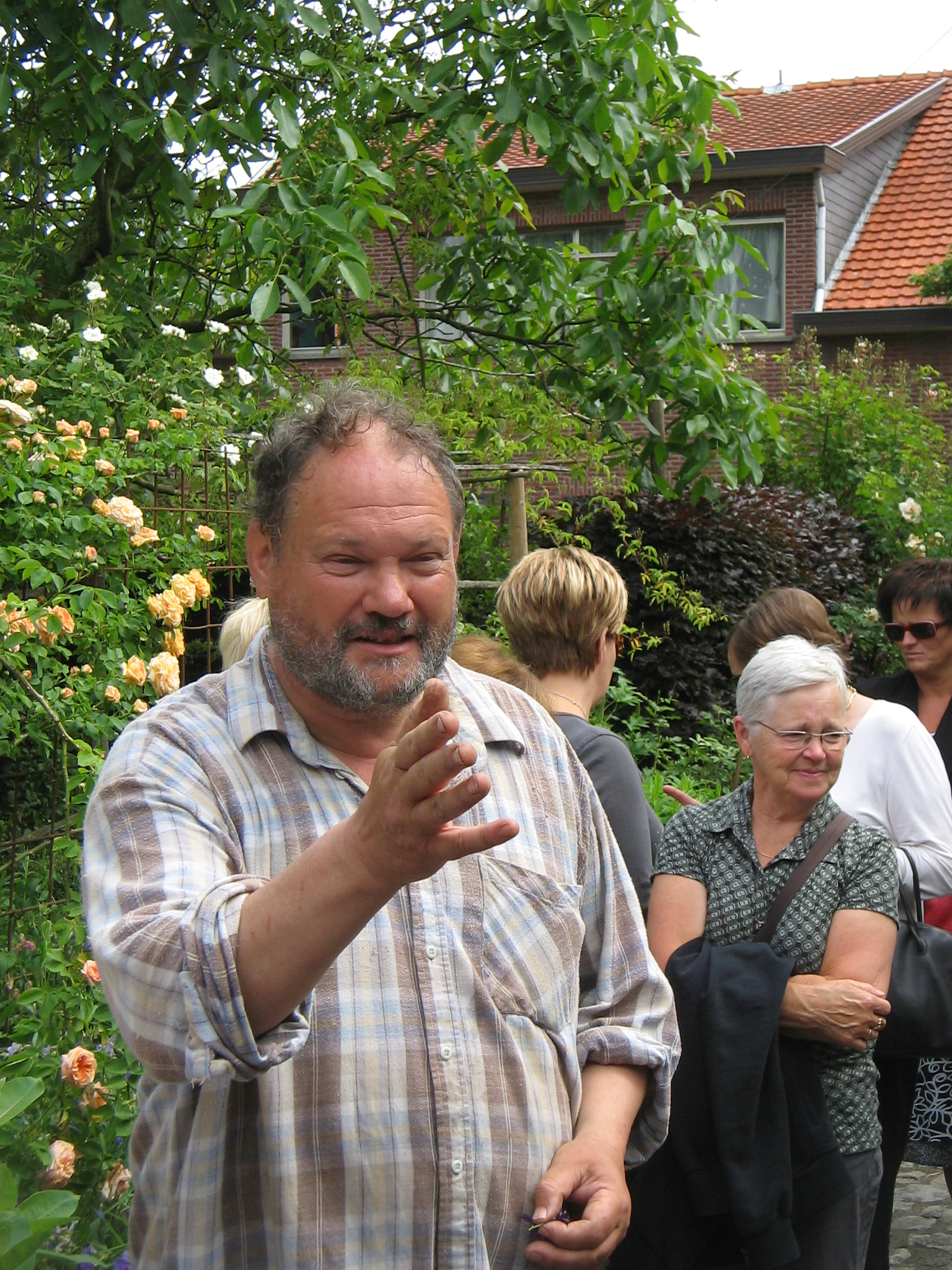
Ivo Pauwels pendant ses journées porte ouverte
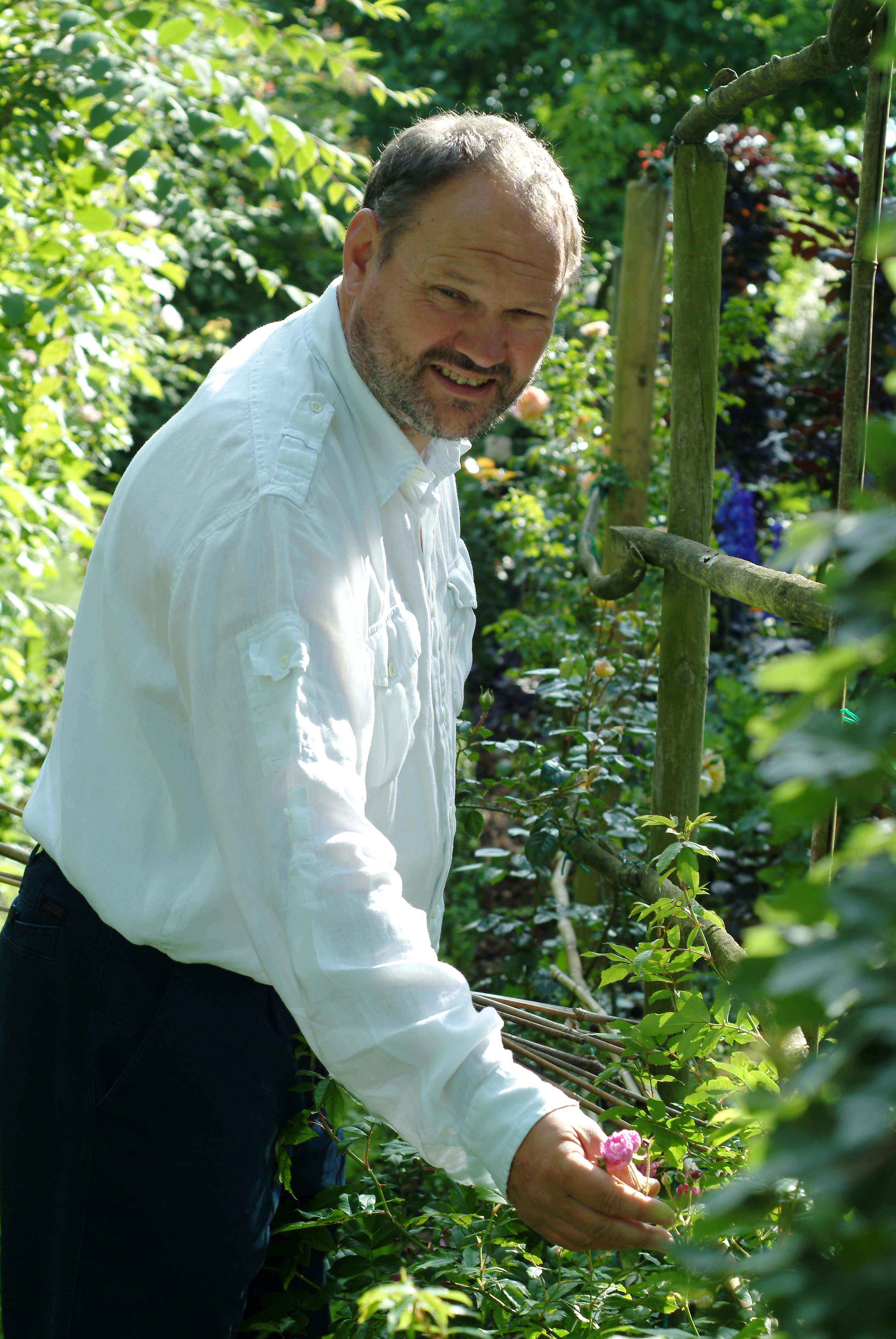
Ivo Pauwels en reportage

### Note
- (nl) Cet article est partiellement ou en totalité issu de l’article de Wikipédia en néerlandais intitulé « Ivo Pauwels (auteur) » (voir la liste des auteurs).